# La pazienza ha un limite... noi no!
La pazienza ha un limite... noi no! è un film del 1974, diretto da Franco Ciferri.

## Trama
Il caporale MacDonald, di origini irlandesi, ruba e nasconde una cassa militare, contenente un tesoro.